# Melochia pilosa
Melochia pilosa är en malvaväxtart som först beskrevs av Philip Miller, och fick sitt nu gällande namn av Fawcett och Rendle. Melochia pilosa ingår i släktet Melochia och familjen malvaväxter. Inga underarter finns listade i Catalogue of Life.